# SV Altlüdersdorf
Der SV Altlüdersdorf (offiziell: Sportverein Altlüderdorf e. V.) ist ein Sportverein aus dem Granseer Ortsteil Altlüdersdorf.

## Geschichte
Der SV Altlüdersdorf wurde 1926 gegründet und 1945 aufgelöst. Am 1. Januar 1970 gründete sich die BSG Traktor Altlüdersdorf. Nach der politischen Wende benannte sich der Verein 1990 wieder in SV Altlüdersdorf um. Zur Saison 2010/11 stieg der Verein in die Fußball-Oberliga Nordost auf. Größter Erfolg dort war der fünfte Platz in der Saison 2012/13. In der gleichen Spielzeit erreichte man auch zum ersten Mal das Finale im Landespokal Brandenburg. Dieses ging allerdings mit 3:4 i. E. gegen den FSV Optik Rathenow verloren. Trotz des sportlich erreichten Klassenerhalts als Tabellensiebter der Saison 2018/19 zog der Verein nach neun Jahren seine Mannschaft aus finanziellen Gründen freiwillig in die Brandenburg-Liga zurück.

## Erfolge
Liga
- Oberliga Nordost: 2010–2019
- Aufstieg in die Oberliga Nordost: 2010
- Brandenburgischer Landesmeister: 2010

Pokal
- Landespokalfinale Brandenburg: 2013

## Bekannte Spieler
- Thomas Brechler
- Ayhan Gezen
- Özgür Özvatan